# Clue: The Mysteries Continue
Clue: The Mysteries Continue is een videospel voor het platform Philips CD-i. Het spel werd uitgebracht in 1995. Het perspectief wordt getoond in de eerste persoon.

## Ontvangst
| Beoordeeld door                      | Jaar | Platform    | Score |
| ------------------------------------ | ---- | ----------- | ----- |
| High Score                           | 1997 | Windows 3.x | 80%   |
| PC Games (Duitsland)                 | 1996 | Windows     | 72%   |
| Video Games & Computer Entertainment | 1995 | CD-i        | 70%   |
| The CD-i Collective                  | 2004 | CD-i        | 70%   |
| Power Unlimited                      | 1994 | CD-i        | 68%   |
| Computer Games Magazine              | 1997 | Windows     | 50%   |
| GameSpot                             | 1997 | Windows     | 48%   |
| World Village (Gamer's Zone)         | 1996 | Windows 3.x | 20%   |
| Computer Gaming World (CGW)          | 1997 | Windows     | 20%   |
| PC Player (Duitsland)                | 1997 | Windows     | 20%   |